# Vassili Berezutski
Vasili Vladímirovitx Berezutski (rus: Василий Владимирович Березуцкий; Moscou, Unió Soviètica, 20 de juny de 1982) és un futbolista rus. Juga de defensa i el seu equip actual és el CSKA de Moscou.

## Biografia
Berezutski va començar la seva carrera professional en el Torpede-ZIL, actual FC Moscou, equip que li va fitxar juntament amb el seu germà bessó Aleksei Berezutski.
El 2001 es marxa a jugar al CSKA de Moscou, un any abans que també ho fes el seu germà. En la seva primera temporada va guanyar una Copa de Rússia, i en la següent va conquistar el títol de Lliga. La temporada 2004-05 el seu equip realitza un gran any i es proclama campió de la Copa de la UEFA (en guanyar en la final al Sporting de Lisboa per un gol a tres), de la Copa de Rússia i de la Lliga. A l'any següent aconsegueix un triplet (Lliga, Copa i Supercopa).

## Internacional
Ha estat internacional amb la Selecció de futbol de Rússia en 33 ocasions. El seu debut com a internacional es va produir el 7 de setembre de 2002 en el partit Rússia 2 - 2 Suïssa. El seu primer tant amb la samarreta nacional ho va marcar el 2008 en un partit contra Macedònia.
Va ser convocat per participar en l'Eurocopa d'Àustria i Suïssa de 2008, on va jugar uns minuts contra Grècia i va disputar la semifinal contra Espanya sortint com a titular.
El 12 de maig de 2014, Fabio Capello, director tècnic de la selecció nacional de Rússia, va incloure a Berezutski en la llista provisional de 30 jugadors que van iniciar la preparació amb la intenció de la Copa Mundial de Futbol de 2014. El 2 de juny va ser ratificat per Capello en la nòmina definitiva de 23 jugadors.

### Participacions en Copes del Món
| Mundial                        | Seu    | Resultat     |
| ------------------------------ | ------ | ------------ |
| Copa Mundial de Futbol de 2014 | Brasil | Primera fase |

## Clubs
| Club            | País   | Any       |
| --------------- | ------ | --------- |
| FC Moscou       | Rússia | 2000-2001 |
| PFC CSKA Moscou | Rússia | 2001-     |

## Títols

### Trofeus nacionals
- 3 Lligues de Rússia (CSKA de Moscou; 2003, 2005 i 2006)
- 3 Copes de Rússia (CSKA de Moscou; 2002, 2005 i 2006)
- 3 Supercopes de Rússia (CSKA de Moscou; 2004, 2006 i 2007)

### Trofeus internacionals
- 1 Copa de la UEFA (CSKA de Moscou; 2005)